# 小林昭男
小林 昭男（こばやし あきお　1935年4月26日 - ）は、日本の俳優、テレビ番組ディレクター。新潟県新井市（現・妙高市）出身。

## 来歴・人物
三浦雄一郎のいとこ。
趣味はスキー、ゴルフ、自動車（A級ライセンス所持）、野球、釣り、ボウリング、射撃、フリーダイビング、ビリヤード、麻雀、カメラ、料理、海外旅行など。草野球では1972年当時「東京ライタース」というチームでスイッチヒッターとして活躍していたという。私生活では双子の娘がいる。
新潟県立新井高等学校卒業後、日活俳優学校、大映養成所を経て水島道太郎に師事し。テレビデビューはドラマ『ダイヤル110番』（日本テレビ）。当初は俳優として活動していたが、その後テレビディレクターとして『11PM』（日本テレビ）、『歌のグランドヒットショー』（NET）などの番組を担当するようになる。特に『11PM』では釣り、ゴルフガイド、スキーガイド、新車紹介などで顔出し出演し、「悪役」として人気を集める。悪役と呼ばれるようになったのは、11PMで釣りの取材に行った時に荷物運びをやらされて、面白くないような態度をとっていたところ、「釣りは面白いのに面白くなさそうにふてくされてやってる」と思われたことがきっかけのようなものと本人が話している。1984年に11PMを降板。
俳優業と並行してイベント会社ビッグワールドの営業も担当。

## 出演作品

### テレビ
- 海底人8823（1960年）
  - 第1部 - ブラックスター団員
  - 第2部 - 三郎
- 少年探偵団 第22話「天才少年ゴルファー危機」（1976年） - プペ・チョロリゲス
- 気まぐれ本格派 第11話「三馬鹿三番叟」（1978年）
- オレの愛妻物語（1978年） - 健
- 熱中時代
  - 刑事編 （1979年） - 森田雄作 
    - 第10話「ニセ熱中刑事現わる」
    - 第16話「ミッキーをだました男」
    - 第20話「荒野の熱中ガンマン」

  - 教師編 第2シリーズ （1981年） - 松之助
    - 第16回「熱中先生 涙の晴れ舞台」
    - 第36話「熱中先生と生徒会長」
- キッド（1981年） - 千秋刑事[2]
- 事件記者チャボ! （1983年 - 1984年） - 今野刑事
- 11PM - ディレクター兼レギュラー出演者

### 映画
- 激動の1750日（1990年）
- 民暴の帝王 (1993年)[1]
- 修羅の群れ（2002年）[1]
- 梶原三兄弟激動昭和史 すてごろ（2003年）

### Vシネマ
- 俺達は天使じゃない [1]
- 抗争 暴力団VSギャング（2005年）

### CM
- AXE河合防塵眼鏡「スキーゴーグル850/860シリーズ」（1980年）